# Valcabrère
Valcabrère település Franciaországban, Haute-Garonne megyében. Lakosainak száma 150 fő (2022. január 1.). Valcabrère Labroquère, Sarp, Izaourt, Loures-Barousse és Saint-Bertrand-de-Comminges községekkel határos.

## Népesség
A település népessége az elmúlt években az alábbi módon változott:
| Lakosok száma | 105  | 120  | 130  | 156  | 147  | 145  | 143  | 142  | 144  | 150  |
|               | 1968 | 1982 | 1990 | 2006 | 2013 | 2015 | 2017 | 2019 | 2020 | 2022 |